# Mesure de Lebesgue
La mesure de Lebesgue est une mesure qui étend le concept intuitif de volume à une très large classe de parties de l'espace. Comme l'a immédiatement perçu son inventeur, Henri Lebesgue, elle permet de bâtir une théorie de l'intégration très performante et fondamentale en analyse moderne : la théorie de l'intégrale de Lebesgue.

## Définitions
Plusieurs constructions bien différentes de la mesure de Lebesgue sont connues. Chacune d'entre elles peut naturellement être prise pour définition ; dans le cadre d'un article où il faut toutes les évoquer, il est prudent de fournir en ouverture une définition plus unificatrice. Celle-ci, grosso modo, caractérise la mesure de Lebesgue comme la « meilleure » mesure donnant les valeurs auxquelles on s'attend sur les solides usuels — la considération des parallélépipèdes rectangles suffisant à conclure, et même les seuls parallélépipèdes aux côtés parallèles aux axes. Dans le théorème d'existence et d'unicité donné ci-dessous, l'unicité est relativement facile alors que l'existence est la partie substantielle de la preuve : la difficulté est bien de construire la mesure souhaitée.
Dans l'énoncé qui suit, on entend par « pavés » les produits cartésiens d'intervalles bornés, c'est-à-dire les ensembles de la forme I1 × I2 × ... × In, où les Ii sont des intervalles de ℝ qui peuvent être fermés, ouverts ou semi-ouverts.
Théorème et définition — Il existe une plus petite mesure définie sur une tribu de ℝn qui soit complète et coïncide sur les pavés avec leur volume (c'est-à-dire le produit des longueurs de leurs côtés).
Cette mesure est appelée la mesure de Lebesgue et sa tribu de définition la tribu de Lebesgue.
Complément — La mesure de Lebesgue est la mesure complétée de sa restriction à la tribu des boréliens.
Cette restriction aux boréliens de la mesure de Lebesgue est parfois dénommée mesure de Borel-Lebesgue.
On notera λ n la mesure de Lebesgue et {\displaystyle {\mathcal {L}}_{n}} la tribu de Lebesgue. Les éléments de cette tribu sont dits ensembles Lebesgue-mesurables ; en l'absence de référence à une tribu spécifique, c'est généralement ce qu'on entend quand on parle de « partie mesurable » de ℝ ou d'un espace à {\displaystyle n} dimensions. La « mesure de Borel-Lebesgue », définie sur les seuls boréliens, est le plus souvent appelée mesure de Lebesgue — ce n'est pas très gênant parce qu'une mesure et sa complétée partagent bon nombre de caractéristiques et notamment ont les mêmes espaces de fonctions intégrables. Le lecteur rencontrant une allusion à la « mesure de Lebesgue » restera tout de même sur ses gardes, notamment en théorie des mesures produits et des intégrales multiples où les énoncés peuvent être légèrement différents pour l'une et l'autre de ses variantes.
Comme indiqué plus bas, la mesure de Lebesgue est invariante sous toute isométrie euclidienne de ℝn. Ceci justifie la validité de la définition qui suit :
Définition — On appelle mesure de Lebesgue sur un espace euclidien E la mesure image de la mesure de Lebesgue sur ℝn par n'importe quelle isométrie de ℝn dans E.
Enfin la terminologie « mesure euclidienne » est aussi utilisée pour sa restriction aux parties mesurables :
Définition — Soit A une partie Lebesgue-mesurable d'un espace euclidien E. On appelle mesure de Lebesgue sur A la restriction à A de la mesure de Lebesgue de E.

## Propriétés
- La mesure de Lebesgue est σ-finie, un espace euclidien étant manifestement réunion croissante de cubes emboités de volumes de plus en plus gros mais tous finis.
- La mesure de Lebesgue est invariante sous toutes les isométries. Elle est en particulier invariante sous les translations : c'est une mesure de Haar du groupe topologique ℝn.
- La mesure de Lebesgue est finie sur tout compact, chaque compact, qui est borné, pouvant être enfermé dans un cube. Elle est par voie de conséquence régulière, ℝn étant métrisable, localement compact et séparable.

## Constructions de la mesure de Lebesgue
Prouver l'existence dans le théorème utilisé ici comme définition est un travail substantiel : il s'agit de construire la mesure. On peut distinguer trois familles de constructions :
- la construction originale de Lebesgue et les variantes qui ont pu lui être apportées (notamment par Constantin Carathéodory) construisent la mesure hors de toute théorie de l'intégration. Les manipulations ne font intervenir que des fonctionnelles définies sur des ensembles de parties. Une fois la mesure construite, on l'utilise pour fonder une nouvelle théorie de l'intégration des fonctions ;
- la preuve du théorème de représentation de Riesz est l'occasion d'inventer une autre voie d'approche. On part d'une théorie plus élémentaire de l'intégrale (typiquement celle de l'intégrale de Riemann) qu'on applique à une classe de fonctions particulièrement faciles à intégrer, les fonctions continues à support compact. À partir de ces fonctions on définit la mesure sur les ouverts, une classe d'ensembles plus riche que celle des pavés mais bien plus restreinte que la classe borélienne ; puis on étend cette théorie de la mesure à la tribu de Lebesgue par des procédés du même esprit que ceux de la preuve de Lebesgue, mais techniquement plus simples. La construction subséquente de l'intégrale générale à partir de la mesure est la même que dans la première construction ;
- initiée par William H. Young et relancée par les travaux de Percy Daniell, une troisième approche consiste à construire la théorie de l'intégration de Lebesgue sans référence à une théorie de la mesure, en manipulant cette fois des fonctionnelles définies sur des familles de fonctions appropriées (fonctions semi-continues) et d'obtenir la construction de la mesure comme sous-produit une fois achevée la construction de l'intégrale.

Dans tous les cas, la construction repose sur la définition de concepts de mesure intérieure et mesure extérieure, ou d'intégrale inférieure et intégrale supérieure. Ces fonctionnelles sont définies sur toutes les parties de ℝn (pour les mesures) ou toutes les fonctions positives sur ℝn (pour les intégrales), mais peuvent prendre deux valeurs différentes. En se restreignant aux ensembles (ou fonctions) où elles coïncident, on constate avoir construit une riche théorie de la mesure (ou de l'intégration).